# Luftvärnet
Luftvärnet (Lv) bildades som eget truppslag den 1 oktober 1942 genom försvarsbeslutet 1942. Truppslaget ledes åren 1942–1991 av en luftvärnsinspektör vid arméstabens luftvärnsavdelning. Åren 1991–1997 leddes truppslaget av Arméns luftvärnscentrum, där även luftvärnsinspektören ingick.

## Historik
I samband med försvarsbeslutet 1925 påbörjade artilleriet att organisera luftvärn (Lv). Karlsborgs artillerikår (A 10) omorganiserades 1928 till Karlsborgs artilleriregemente (A 9). Genom försvarsbeslutet 1936 fick luftvärnet en självständigare roll inom artilleriet, vilket bland annat resulterade i att ett flertal luftvärnsdivisioner organiserades. Den av 1940 års riksdag beslutade om förändringen i fredsorganisationen, vilken innebar att luftvärnsartilleriet utökades med vissa för norra militärområdet avsedda beredskapsförband, sammanförda i en till Sundsvall förlagd beredskapsdivision. Vidare föreslog överbefälhavaren utvidgningar av luftvärnsartilleriets fredsorganisation, vilket bland annat omfattade ett nytt till Stockholm förlagt luftvärnsregemente. Men även som inrättande av särskilda beredskapsförband inom fastlandets övriga militärområden. Även dessa sistnämnda förband föreslogs sammanförda till beredskapsdivisioner, av vilka en skulle förläggas till Malmö, en till Göteborg, en till Stockholm och en till Boden. Divisionerna i Göteborg och Boden skulle utgöra detachement av Karlsborgs luftvärnsregemente, divisionen i Malmö liksom den i Sundsvall detachement av Östgöta luftvärnsregemente, medan divisionen i Stockholm skulle ingå såsom en del av Stockholms luftvärnsregemente. Med hänsyn till den vidgade fredsorganisationen föreslogs, att vapnet skulle underställas en särskild chef, luftvärnschef, som skulle hava en särskild luftvärnsstab till sitt förfogande.
I samband med att luftvärnet blev mer självständigt i slutet av 1930-talet, bilades 1937 Karlsborgs luftvärnsartilleriregemente och 1938 Östgöta luftvärnsartilleriregemente (A 10). De två regementena blev stammen för luftvärnet i Sverige och för de luftvärnsförband som kom att sättas upp åren 1941–1942. År 1942 och avskildes luftvärnet från artilleriet för att bilda eget truppslag.
Regementet i Karlsborg (A 9) hade detachement i Göteborg och i Luleå, vilka bildade 1941 Göteborgs luftvärnskår (Lv 6) och Norrlands luftvärnskår (Lv 7). Samtidigt bytte regementet i Karlsborg namn till Karlsborgs luftvärnsregemente (Lv 1).
Regementet i Linköping (A 10) hade detachement i Malmö, Stockholm och Sundsvall. Detachementet i Stockholm avskildes 1941 och bildade Stockholms luftvärnsartilleriregemente (A 11), vilket omorganiserades 1942 till Stockholms luftvärnsregemente (Lv 3). Detachementen i Malmö och Sundsvall bildade 1942 Skånska luftvärnskåren (Lv 4) och Sundsvalls luftvärnskår (Lv 5). Samtidigt bytte regementet i Linköping namn till Östgöta luftvärnsregemente (Lv 2). 
År 1944 förlades ett batteri ur Stockholms luftvärnsregemente (Lv 3) till Gotland. Detta batteri benämndes till en början Stockholms luftvärnsregementes batteri på Gotland (Lv 3 G). År 1952 övergick detachementet till Lv 2 i Linköping, och fick det nya namnet Östgöta luftvärnsregementes batteri på Gotland (Lv 2 G).
När luftvärnet var som störst i Sverige, bestod det av sju förband, ett detachement samt olika skolförband. År 1961 påbörjades en successiv minskning av truppslaget. Detta genom att Lv 1 i Karlsborg avvecklades, vilket följdes av en avveckling av Lv 2 i Linköping året därpå. I samband med dessa två avvecklingar kom Lv 4 och Lv 6 att omorganiseras från kår till regemente. Samtidigt blev luftvärnet på Gotland ett självständigt förband under namnet Gotlands luftvärnsdivision, och övertog förbandsbeteckningen Lv 2.
År 1982 avvecklades Lv 5 i Sundsvall, vilket blev det tredje luftvärnsförbandet som avvecklades. Samtidigt omlokaliserades Lv 4 från Malmö till Ystad.
Genom försvarsutredningen 1988 bildades den 1 juli 1991 Arméns luftvärnscentrum (LvC). Det genom att truppslagsinspektörerna med truppslagsavdelningar i arméstaben sammanslogs med arméns strids- och skjutskolor samt övriga truppslagsskolor, vilka bildade så kallade truppslagscentrum. Denna omstrukturering resulterade i att arméns skolor avvecklades som självständiga enheter och de nyuppsatta truppslagscentrumen övertog ansvaret över utbildningen vid skolorna. Arméns luftvärnscentrum bestod 1991 av arméstabens luftvärnsavdelning, Luftvärnets officershögskola och tekniska skola (LvOHS/TS), samt Luftvärnsskjutskolan  (LvSS). Luftvärnsdelen av Artilleri- och ingenjörhögskolan (AIHS) tillkom i Arméns luftvärnscentrum året därpå. Chefen för Arméns luftvärnscentrum innehade även befattningen Luftvärnsinspektören.
Genom försvarsbeslutet 1992 beslutades att förband som ej uppsatte krigsförband i regementsstorlek, ej heller skulle benämnas regemente i fredsorganisationen. Med det reducerades samtliga luftvärnsförband den 1 juli 1994 till att endast omfatta kårstorlek, det vill säga endast omfatta storleken av ett utbildningsförband på en bataljon. 
Genom försvarsbeslutet 1996 kom Arméns samtliga truppslagscenter att avvecklas och dess uppgifter övertogs av Armécentrum (ArméC). Detta ledde till att Arméns luftvärnscentrum avvecklades den 31 december 1997 som enhet, och Luftvärnsskjutskolan åter blev ett självständigt förband under det nya namnet Luftvärnets stridsskola (LvSS). I samband med denna avveckling försvann även befattningen luftvärnsinspektör.
Försvarsbeslutet 1996 medförde även att Lv 4 i Ystad avvecklades 1997, och genom försvarsbeslutet 2000 avvecklades Lv 2 på Gotland och Lv 3 i Norrtälje sommaren 2000. Vidare reducerades Lv 7 till en bataljon ingående i Norrbottens regemente (I 19). Denna levde kvar fram till 2004, då den avvecklades. Det enda luftvärnsförband som blev kvar är Lv 6, som sedan 1994 är lokaliserat till Halmstad.

## Luftvärnsinspektörer
Åren 1991–1997 var luftvärnsinspektören chef för Arméns luftvärnscentrum.

- 1942–1946: Överste Ragnar Sjöberg
- 1946–1953: Överste Ragnar Lindblad
- 1953–1957: Överste Bengt Bengtsson
- 1957–1964: Överste Sven Thofelt
- 1964–1968: Överste 1 Sven Hådell
- 1968–1975: Överste 1 Carl Herlitz
- 1975–1982: Överste 1 Göran Persson
- 1982–1992: Överste 1 Sven Sjölander
- 1993–1995: Överste 1 Leif Gunnerhell
- 1995–1997: Överste 1 Stig Schyldt

## Galleri

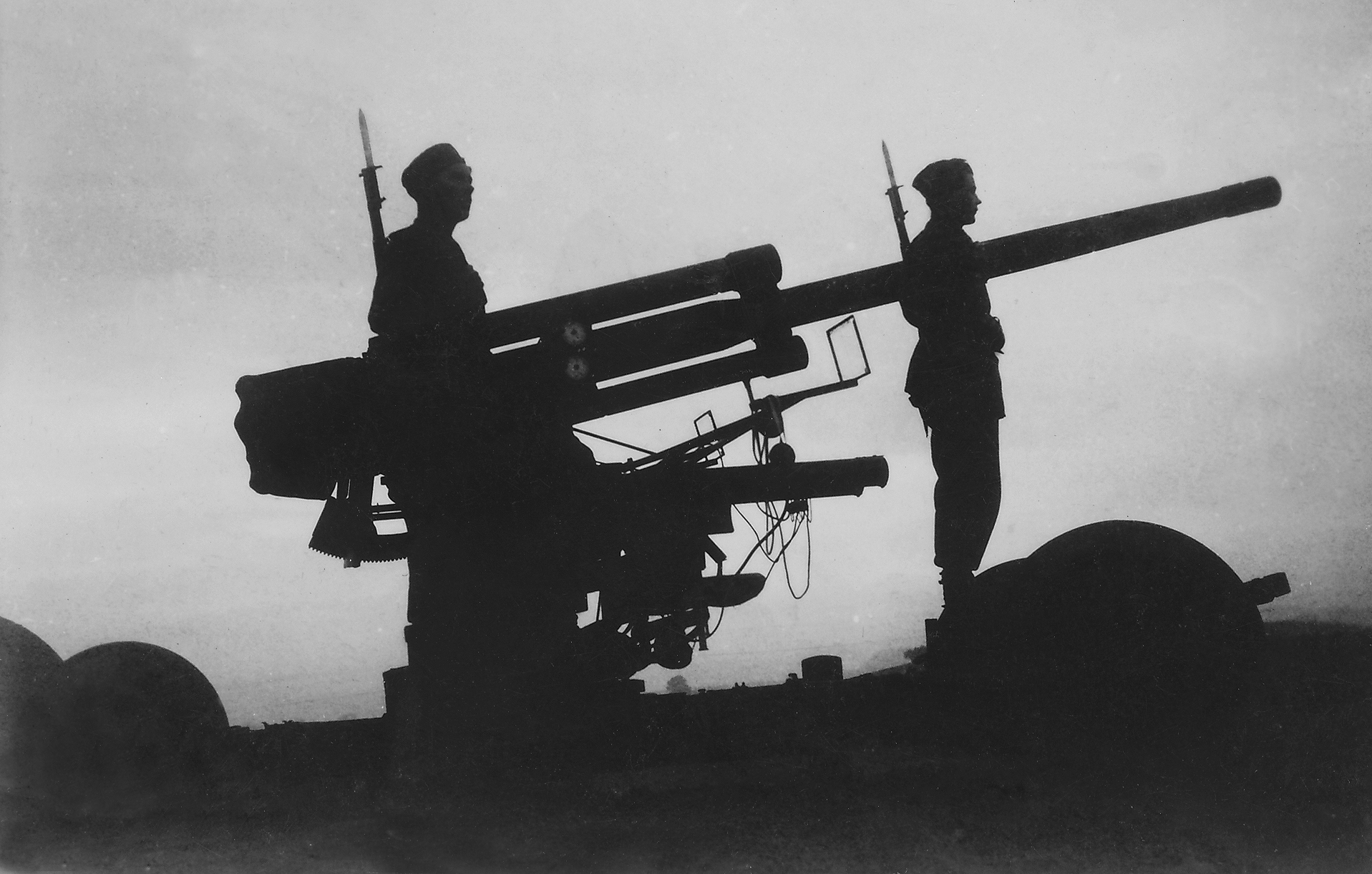
Luftvärnssoldater på post strax väster om Ystad 1943 framför en 7,5 cm lvkanon m/37.
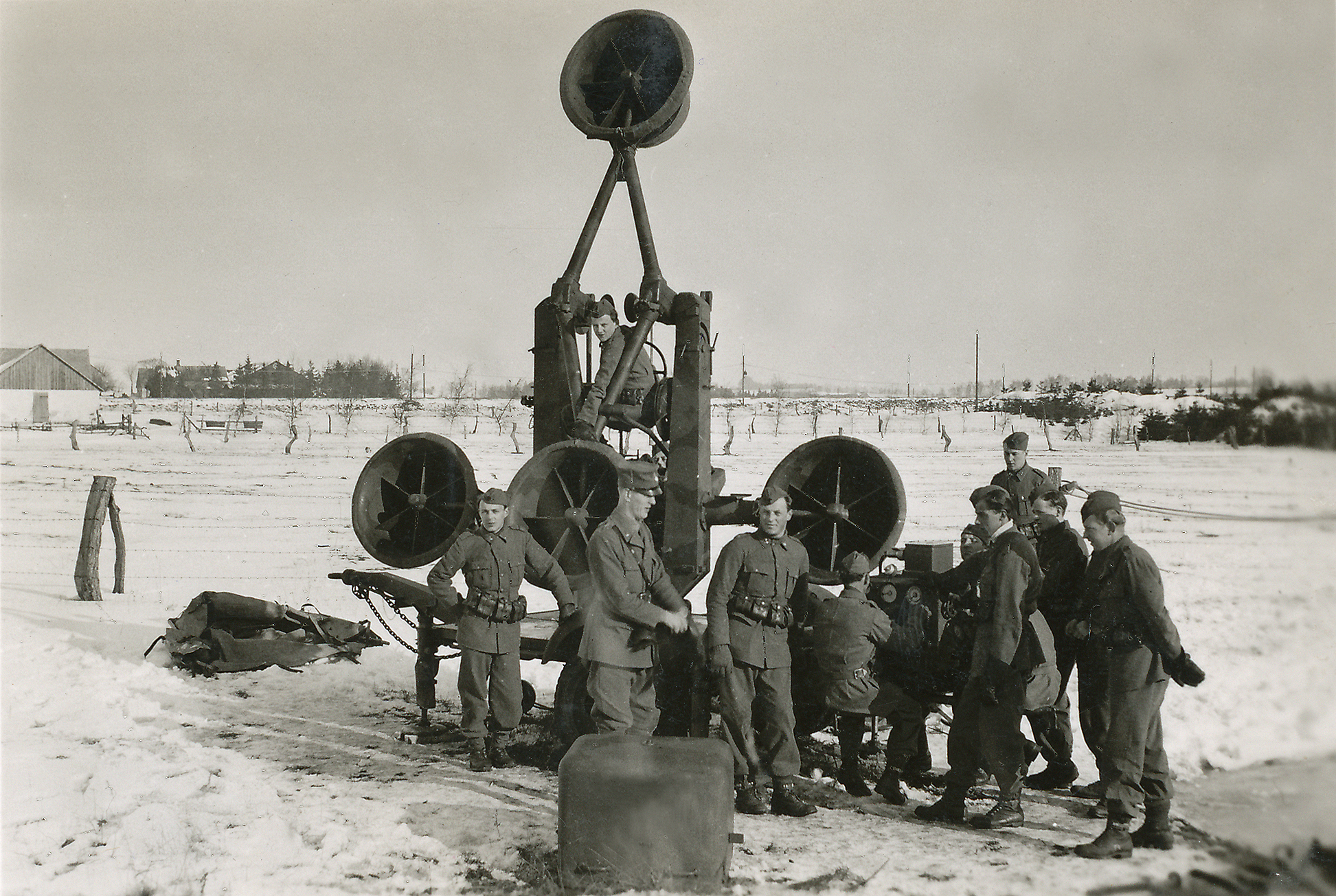
Lyssnarinstrument TEPAS m/37 för luftvärn grupperat i Gislöv öster om Trelleborg 1940.
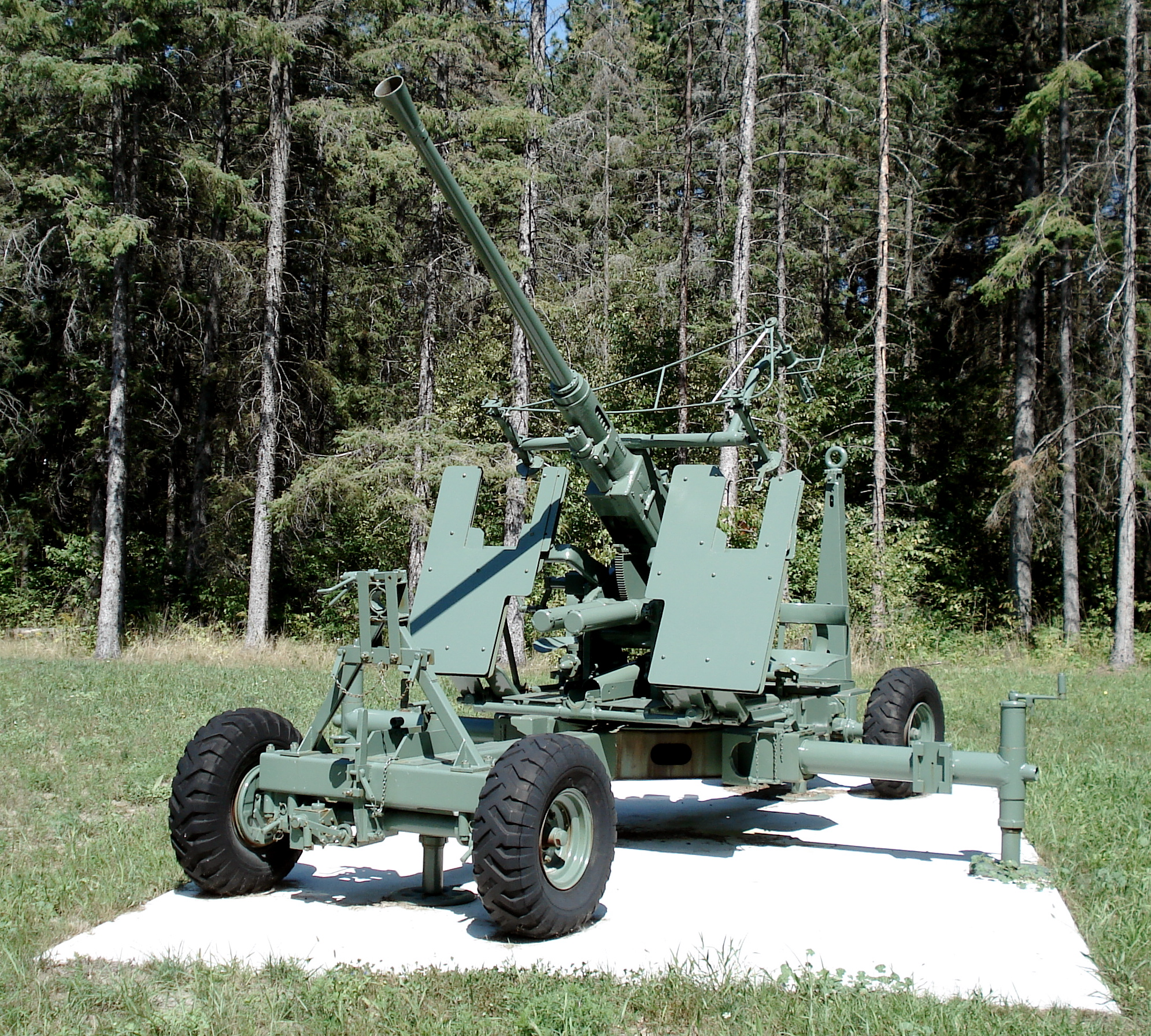
40 mm luftvärnskanon från svenska Bofors.